# BEAUTY (吉田美奈子の曲)
「BEAUTY」（ビューティー）は、1995年1月21日に発売された吉田美奈子通算8作目のシングル。

## 解説
5年ぶりのアルバム『EXTREME BEAUTY』からの先行シングル。「BEAUTY」、鈴木雅之への提供曲のセルフカバー「LIBERTY」ともに、アルバム収録とは異なるシングル・ヴァージョン。タイトル・トラックの「BEAUTY」は1996年、JR東日本冬キャンペーンのCMイメージソングに使用された。
1990年にアルバム『gazer』をリリース以降、楽曲提供やプロデュース・ワークは行っていたものの、アーティスト活動は散発的なライヴのみとなっていたが、1994年8月にMCAビクターと専属録音契約を締結。同月、アルバム制作が開始され、10月に終了した。
今回、自身のアーティスト活動を再開した経緯を吉田美奈子は「一番のきっかけは一昨年に手打ちでコンサートをやりまして、歌聴きたいなあっていう人が身内でたくさんいて。『たまには歌が聴きたい』って言われて『じゃあやりましょうか』って。まあ、音楽やるきっかけなんていうのは本当に些細なことでいいんですけど。で、手打ちでやったときに非常にお客さんがみなさん寛容で、でも熱心で、忍耐力があって。ピンホールのような感じでジーッと動かず熱い視線を送ってきつつ聴いているわけです。で、自分のプライオリティーを決めないって方針をとると人への楽曲提供が多くなって、歌を唄うことが一番最後になって。で、ここんところでちょっとプライオリティーを考えてみようと思いまして。で、本当に微妙な差なんですけど考えてみたときに、結局声っていうのは世界中でたった一人しか持っていない。で、その授かった声を結果的にないがしろにしていると、死ぬまでにちょっとマズいんじゃないかと、一瞬不安になりまして。で、音楽を確立することはとってもいいことなんだけど、もういい歳でもあるし、今暮らしている日常そのままの声を出すのもいいんじゃないかと思って。で、そう思っていたときに並行して数社からオファーがあったんですが、MCAに決定したのは、社長が非常に分かりやすい人で、まず声が好きだと。『あなたの声が好きで、そのあなたのオリジナルな声でそのまま唄ってくれるレコードが欲しい』という、非常に明快な要求だったんで。他は割りとね、プロデューサーから切り口があったりするようなアプローチだったんですよ。で、それはやっぱり、もっとあの、野蛮な歌っていう方がわかりやすかったんで、それでMCAと契約しました」と、答えている。
本作収録の両曲とも、山下達郎が13年ぶりにコーラスで参加という話題もあったが、吉田から声をかけたことがきっかけで実現したという。吉田は「男の人はね、恥ずかしがり屋だしプライドが高いですから。やっぱりそういうとこは女性が気を配ってドアを開けてあげなくちゃいけないと思いまして」という。一方、山下は今回の共演について「だって美奈子とはさ、もう身体が覚えてるから、パッとスタジオに入ってバッと出したらもうそれですぐ。それはやっぱり、何て言うのかな、はっきり言ってこのコンビでやったら誰にも負けないもん、コーラスの響き方は。それは絶対に自信があるからね」「霊感っていう表現しか使えないんだけど、吸ってバッとですその呼吸はねえ、これ練習でどうなるものでもないんだ。それでバーッとハモるとね、空気が震える音が聴こえるんだよな。それが、例えば今のエンジニアの子だと『ノイズが出てる』って言うんだよ。空間構成でそういう具合に共鳴したときの響きっていうのを誰も聴いたことないんだな、今の若い子はな。すごくそういう時代に生きてるから」と答えている。
シングル・ヴァージョンの「LIBERTY」のコーラスには山下は参加せず、吉田の一人多重となっている。

## 収録曲
| 全作曲・編曲: 吉田美奈子。 |                              |                    |            |
| #                          | タイトル                     | 作詞               | 作曲・編曲 |
| 1.                         | 「BEAUTY (SINGLE VERSION)」  | 吉田美奈子         | 吉田美奈子 |
| 2.                         | 「LIBERTY (SINGLE VERSION)」 | MINNIE SHADY & AKI | 吉田美奈子 |

## クレジット
| All songs written by MINAKO YOSHIDA                                  |
| except LIBERTY lyrics by MINNIE SHADY & AKI                          |
|                                                                      |
| Produced & Arranged by MINAKO YOSHIDA for LA-LA-LOO Productions Inc. |
|                                                                      |
| Computer Programming: KAZUO SHIINA for PENINSULA STUDIO              |
| Voices Arrange & Voice: TATSURO YAMASHITA for SMILE COMPANY LTD.     |

| Add. Musicians: |  | - MOTOYA HAMAGUCHI – Conga & Triangle - & YASUHARU NAKANISHI – Piano |

| Engineer: |  | - TSUNEO TOMONO for 03 PROJECT & TAMOTSU YOSHIDA - for SOUND MAGIC CORPORATION |

| Recorded at PENINSULA STUDIO, Tokyo & VICTOR AOYAMA STUDIO, Tokyo  |
| Mixing: TAMOTSU YOSHIDA                                            |
| Assistant: RITSUKO BABA for VICTOR AOYAMA STUDIO                   |
| Mixed at VICTOR AOYAMA STUDIO                                      |
| Mastering: MASAO NAKAZATO for ONKIO HAUS STUDIO                    |
|                                                                    |
| Management (YOSHIDA): YOSHIMI ISHII for LA-LA-LOO Productions Inc. |
| Publicity & Promotion: YOSHIRO INOUE for MCA VICTOR Inc.           |
| A&R: YUZO TODA for MCA VICTOR Inc.                                 |
|                                                                    |
| Executive Producer: HIROYUKI IWATA for MCA VICTOR Inc.             |
|                                                                    |
| TATSURO YAMASHITA appears courtesy of east west japan inc.         |

## リリース日一覧
| 地域 | タイトル                                           | リリース日    | レーベル   | 規格          | カタログ番号 | 備考                                              |
| ---- | -------------------------------------------------- | ------------- | ---------- | ------------- | ------------ | ------------------------------------------------- |
| 日本 | BEAUTY (SINGLE VERSION) / LIBERTY (SINGLE VERSION) | 1995年1月21日 | MCA VICTOR | 8cmCDシングル | MVDD-20      | 「BEAUTY」「LIBERTY」ともシングル・ヴァージョン。 |